# Liste des aires protégées de la Sierra Leone
La liste des aires protégées de la Sierra Leone, y compris les parcs nationaux, les réserves de chasse, les aires de conservation, les zones humides et celles qui sont répertoriées comme aires protégées proposées dans la base de données du Centre mondial de surveillance de la conservation du Programme des Nations Unies pour l'environnement (UNEP WCM).

## Réserves forestières
| Nom                              | Statut                                                              | Superficie (km2) |
| -------------------------------- | ------------------------------------------------------------------- | ---------------- |
| Collines de Bojeni               | Désigné                                                             | 7.38             |
| Dodo Hills                       | Désigné                                                             | 21.8             |
| Fabine                           | Désigné                                                             | 3,82             |
| Farangbaia Forest Reserve (en)   | Désigné                                                             | 12h60            |
| Travaux hydrauliques de Freetown | Désigné                                                             | 11h34            |
| Collines de Gboi                 | Désigné                                                             | 2.07             |
| Gola Est                         | Désigné (fusionné avec le parc national de Gola Rainforest en 2010) | 228,00           |
| Gola Ouest                       | Désigné (fusionné avec le parc national de Gola Rainforest en 2010) | 62,00            |
| Golamo Sud                       | Désigné                                                             | 11h60            |
| Collines de Gori                 | Désigné                                                             | 79,40            |
| John Obey Beach (en)             | Désigné                                                             | 2.07             |
| Collines de Kambui               | Désigné                                                             | 143,35           |
| Kambui Nord                      | Désigné                                                             | 203.48           |
| Kambui Sud                       | Désigné                                                             | 8,80             |
| Kandesuri                        | Désigné                                                             | 59,57            |
| Kasewe Forest Reserve (en)       | Désigné                                                             | 12.24            |
| Prolongement Kent                | Désigné                                                             | 6.44             |
| Collines de Kuru                 | Désigné                                                             | 69,93            |
| Lalay                            | Désigné                                                             | 4,76             |
| Pic de Leicester                 | Désigné                                                             | 0,52             |
| Collines de Lhei                 | Désigné                                                             | 1,55             |
| Collines de Malal                | Désigné                                                             | 3.39             |
| Mateté                           | Désigné                                                             | 8.50             |
| Colline Moku                     | Désigné                                                             | 1.46             |
| Collines de Moyamba              | Désigné                                                             | 1,89             |
| Nimini Sud                       | Désigné                                                             | 25,90            |
| Rivière n° 2                     | Désigné                                                             | 6,99             |
| Collines d'Occra                 | Désigné                                                             | 2.48             |
| Péninsule                        | Désigné                                                             | 178,00           |
| Port Loko                        | Désigné                                                             | 2.16             |
| Singamba                         | Désigné                                                             | 2,99             |
| Sipende                          | Désigné                                                             | 8.29             |
| Tabé                             | Désigné                                                             | 3.25             |
| Tama                             | Désigné                                                             | 170,00           |
| Tobi                             | Désigné                                                             | 16.71            |
| Tonkoli                          | Désigné                                                             | 71.04            |
| Collines Wara Wara               | Désigné                                                             | 10.41            |
| Waterloo Forest Reserve (en)     | Désigné                                                             | 0,85             |

## Réserves de chasse
| Nom                           | Statut  | Superficie (km 2 ) |
| ----------------------------- | ------- | ------------------ |
| Ruisseaux de Bagru-Moteva     | Proposé | 50,00              |
| Marais de mangrove de Bumpe   | Proposé | 49.21              |
| Kagboro Creek (baie de Yawri) | Proposé | 50,00              |
| Kpaka-Pujehun                 | Proposé | 25.00              |
| Sewa-Waanje                   | Proposé | 100,00             |

## Sanctuaires de chasse
| Nom               | Statut  | Superficie (km 2 ) |
| ----------------- | ------- | ------------------ |
| Bo Plains (en)    | Proposé | 25,90              |
| Tiwai Island (en) | Désigné | 12h00              |

## parcs nationaux
| Nom                                              | Statut  | Superficie (km 2 ) |
| ------------------------------------------------ | ------- | ------------------ |
| Parc national de la forêt tropicale de Gola      | Désigné | 710,70             |
| Collines de Kuru                                 | Proposé | 69,93              |
| Lac Mape/Mabesi                                  | Proposé | 75.11              |
| Lac Sonfon                                       | Proposé | 51,80              |
| Montagnes de la Loma                             | Proposé | 332.01             |
| Outamba-Kilimi National Park (en)                | Désigné | 808.13             |
| Parc national de la péninsule de la région ouest | Désigné | 183,37             |

## Réserves forestières sans chasse
| Nom                                               | Statut  | Superficie (km 2 ) |
| ------------------------------------------------- | ------- | ------------------ |
| Collines de Kangari                               | Désigné | 85,73              |
| Montagnes de la Loma                              | Désigné | 332.01             |
| Tingi Hills Forest Reserve (en) ( Sankan Biriwa ) | Désigné | 118,85             |
| Zone Ouest                                        | Désigné | 176,88             |

## Réserves naturelles intégrales
| Nom                                     | Statut  | Superficie (km 2 ) |
| --------------------------------------- | ------- | ------------------ |
| Mangrove de Bonthe                      | Proposé | 998.54             |
| Forêt de Gola (ouest)                   | Proposé | 62,00              |
| Gola Nord                               | Proposé | 40.00              |
| Mamunta Mayosso Wildlife Sanctuary (en) | Proposé | 20.72              |
| Mogbai (Gola Nord) (proposé)            | Proposé |                    |
| Plaines de Port Loko                    | Proposé | 25,90              |
| Mangrove de Sulima                      | Proposé | 25,90              |
| Wemago (Gola Est)                       | Proposé | 35,00              |
| Île de Yelibuya                         | Proposé | 38,85              |

## Zones humides d'importance internationale (Ramsar)
| Nom                             | Statut | Superficie (km 2 ) |
| ------------------------------- | ------ | ------------------ |
| Estuaire du fleuve Sierra Leone |        | 2950.00            |

Aires Marines Protégées (AMP)
| Nom                             | Statut  | Superficie (km 2 ) | Description |
| ------------------------------- | ------- | ------------------ | --- |
| Baie de Yauri                   | Désigné |                    | |
| Estuaire de la rivière Sherbro  | Désigné |                    | |
| Estuaire du fleuve Sierra Leone | Désigné |                    | |
| Estuaire de la rivière Scarcies | Désigné | 694                | L'AMP de l'estuaire de la rivière Scarcies est située dans le nord de la Sierra Leone et comprend la Grande et la Petite Scarcies qui fusionnent à l'embouchure avant de se jeter dans l'océan Atlantique. L'AMP comprend à la fois des zones marines et intertidales et il s'agit d'une AMP partiellement réglementée. Quatre clusters d'associations de gestion communautaire ont été désignés pour gérer les AMP. La pêche restreinte est autorisée à l'aide de la ligne et de la pêche au filet maillant de fond. L'utilisation de filet de pêche en monofilament est interdite. |